# 亞蘇季機場
亞蘇季机场（波斯語：فرودگاه یاسوج)是一座機場，該機場主要為伊朗西南部札格羅斯山脈科吉盧耶－博韋艾哈邁德省的城市亞蘇季提供航空服務。机场和城市的名稱在英文中也被拼寫為Yasouj。

## 航空公司及航點
| 航空公司       | 目的地            |
| -------------- | ----------------- |
| 伊朗阿塞曼航空 | 德黑蘭-梅赫拉巴德 |

## 事故
- 2018年2月18日，一架执行伊朗阿斯曼航空3704号班机的ATR-72客机原定從德黑蘭飛往亞蘇季，但在飛行途中失聯，隨後航班被伊朗媒體聲稱墜毀于亞蘇季附近山區，機上人員全部罹難[5]。